# Highlight (gruppo musicale)
Gli Highlight (hangŭl: 하이라이트), precedentemente noti come Beast, sono un gruppo musicale K-pop sudcoreano attivo dal 2009.

## Storia
La boy band si è formata nell'ambito della Cube Entertainment. I componenti originali erano sei: Yoon Doo-joon, Jang Hyun-seung, Yong Jun-hyung, Yang Yo-seob, Lee Gi-kwang e Son Dong-woon.
Il gruppo ha debuttato nell'ottobre 2009 con il mini-album Beast Is the B2st. Nel 2011 è uscito il primo LP Fiction and Fact. Il singolo di lancio per questo album è stato Fiction. Nello stesso anno debuttano in Giappone esibendosi anche in televisione col brano Shock.
Nel 2016, i Beast hanno firmato con una nuova etichetta, passando dalla Cube Entertainment alla Around Us Entertainment, cambiando nome in Highlight nel 2017.

## Formazione
Formazione attuale
- Yoon Doo-joon (윤두준)
- Yang Yo-seob (양요섭)
- Lee Gi-kwang (이기광)
- Son Dong-woon (손동운)

Ex-membri
- Jang Hyun-seung (장현승)
- Yong Jun-hyung (용준형)

## Discografia
Coreana
- 2011 - Fiction and Fact
- 2013 - Hard to Love, How to Love
- 2016 - Highlight

Giapponese
- 2011 - So Beast
- 2016 - Guess Who?

## Videografia
- 2009 – Bad Girl
- 2010 – Shock
- 2010 – Take Care of My Girlfriend (Say No)
- 2010 – Breath
- 2010 – Beautiful
- 2011 – Fiction
- 2012 – Beautiful Night
- 2013 – I'm Sorry
- 2013 – Shadow
- 2013 – How To Love
- 2014 – No More
- 2014 – Good Luck
- 2014 – 12:30
- 2015 – Gotta go to work
- 2015 – Yey
- 2016 - Butterfly
- 2016 - Ribbon
- 2017 - It's Still Beautiful
- 2017 - Plz Don't Be Sad